# Ядерний матеріал
Я́дерний матеріа́л (англ. nuclear material, рос. ядерный материал) — будь-який вихідний або спеціальний розщеплюваний матеріал. Сюди відносять ядерне паливо, за винятком природного урану і збідненого урану, яке може виділяти енергію шляхом самопідтримуваного ланцюгового процесу ядерного поділу поза ядерним реактором самостійно або у поєднанні з яким-небудь іншим матеріалом, та радіоактивні продукти і відходи.
Закон України «Про використання ядерної енергії та радіаційну безпеку» визначає: Ядерний матеріал — ядерне паливо, за винятком природного урану і збідненого урану, яке може виділяти енергію шляхом самопідтримуваного ланцюгового процесу ядерного поділу поза ядерним реактором самостійно або у комбінації з яким-небудь іншим матеріалом, та радіоактивні продукти і відходи, за винятком невеликої кількості радіоактивних продуктів, радіоактивних відходів та ядерного палива, що встановлюються нормами, правилами і стандартами з ядерної та радіаційної безпеки, за умови, що ця кількість не перевищує максимальні межі, встановлені Радою керівників Міжнародного агентства з атомної енергії. Ядерні матеріали є суто загальнодержавною власністю.
Відповідно до словника МАГАТЕ, до ядерного матеріалу належить:
- плутоній, за винятком плутонію-238 концентрації вище 80 %
- уран-233
- уран, збагачений ізотопами 233U або 235U
- уран, що містить суміш ізотопів, за винятком руди або залишку після її переробки

За ISO 921/97 до спеціальних ядерних матеріалів належать:
- плутоній
- уран-233
- уран, збагачений ізотопом уран-233 або уран-235,
- інший матеріал, що містить будь-який з цих ізотопів

## Класифікація ядерного матеріалу
Класифікація ядерного матеріалу (англ. Categorization of nuclear material) — розподіл ядерного матеріалу, в залежності від його ізотопного складу, за ваговими категоріями з метою визначення рівня фізичного захисту ядерного матеріалу.
| Матеріал | Стан матеріалу | І вагова категорія | ІІ вагова категорія                                                                                                  | ІІІ вагова категорія                                                          |
| --- | --- | ------------------ | --- | ----------------------------------------------------------------------------- |
| 1. Плутонійа | Неопроміненийб | 2 кг або більше    | Менше 2 кг, але більше 500 г                                                                                         | 500 г і менше, але більше 15 г                                                |
| 2. Уран-235 | Неопроміненийб -уран збагачений до 20 % або вище за ураном-235 -уран збагачений від 10 %, але менше 20 % за ураном-235 - уран збагачений вище природного, але менше 10 % за ураном-235 | 5 кг або більше    | менше 5 кг, але більше 1 кг 10 кг або більше                                                                         | 1 кг або менше, але більше 15 г менше 10 кг, але більше 1 кг 10 кг або більше |
| 3. Уран-233 | Неопроміненийб | 2 кг або більше    | менше 2 кг, але більше 500 г                                                                                         | 500 г або менше, але більше 15 г                                              |
| 4. Опромінене паливо (Приведений в таблиці розподіл опроміненого палива за категоріями базується на врахуванні вимог міжнародних перевезень. Держава з врахуванням усіх відповідних факторів може встановити іншу категорію для використання, зберігання та перевезення всередині країни) | |                    | Збіднений або природний уран, торій або низькозбагачене паливо (з вмістом ізотопів, що розщеплюються, менше 10 %)г/д |                                                                               |

Примітки до таблиці:
а Весь плутоній, за виключенням плутонію, в якому концентрація ізотопу Pu-238 перевищує 80 %
б Матеріал, що неопромінений в реактор, або матеріал, опромінений в реактор, але з рівнем випромінювання, що дорівнює або менше 1 Гр/год (100 рад/год) на відстані 1 м без біологічного захисту
в Кількості, що не підпадають під ІІІ категорію, а також природний уран, збіднений уран та торій повинні бути захищені щонайменше згідно з раціональною практикою поводження з такими матеріалами
г Держава, не зважаючи на те, що їй рекомендується застосувати цей рівень захисту, на свій розсуд може після оцінки конкретних умов встановити іншу категорію фізичного захисту
 д Інше паливо, яке до опромінення за вмістом ізотопів, що розщеплюються, відноситься до І чи ІІ категорії, може бути понижене на одну категорію, якщо рівень випромінювання палива перевищує 1 Гр/год (100 рад/год) на відстані одного метра без біологічного захисту.

## Визначення терміна «ядерний матеріал» у міжнародних конвенціях
Визначення як терміна «ядерний матеріал», так і деяких особливостей поводження з такими матеріалами, надано в низці міжнародних конвенцій. Так, Конвенція про фізичний захист ядерного матеріалу та ядерних установок визначає: «ядерний матеріал — означає плутоній, за винятком плутонію з концентрацією ізотопів, що перевищує 80 % по плутонію-238, уран-233, уран, збагачений ізотопами уран-235 чи уран-233, уран, котрий містить суміш ізотопів, які зустрічаються в природі у формі, відмінній від руди або рудних залишків, і будь-який матеріал, що містить один або понад вищеназваних елементів». Також надається визначення «уран, збагачений ізотопами уран-235 або уран-233» означає уран, який містить ізотопи уран-235 чи уран-233 або обидва ізотопи в такій кількості, що надлишковий відсоток суми цих ізотопів порівняно з ізотопом уран-238 вище, ніж відсоток ізотопу уран-235 порівняно з ізотопом уран-238, що зустрічається в природі. Конвенція не застосовується до ядерного матеріалу, який використовується або зберігається для військових цілей чи до ядерної установки, яка містить такий матеріал.
Міжнародна конвенція про боротьбу з актами ядерного тероризму для цілей Конвенції виділяє дві групи матеріалів «радіоактивний матеріал» та «ядерний матеріал». Повторюючи визначення терміна «ядерний матеріал» Конвенції про фізичний захист ядерного матеріалу та ядерних установок, вона надає більш широке визначення, яке стосується й терміна «ядерний матеріал». «Радіоактивний матеріал означає ядерний матеріал та інші радіоактивні речовини, які містять нукліди, що самостійно розпадаються (процес, який супроводжується виділенням іонізуючого випромінювання одного або кількох видів, наприклад альфа-випромінювання, бета-випромінювання, нейтронне випромінювання та гама-випромінювання), й які можуть унаслідок своїх радіологічних властивостей або властивостей свого поділу спричинити смерть, серйозне каліцтво або суттєву шкоду власності чи навколишньому середовищу». Конвенція також кваліфікує злочини за змістом цієї Конвенції, які вчиняє будь-яка особа незаконно чи навмисно із застосуванням радіоактивних чи ядерних матеріалів.

## Ядерні та радіоактивні матеріали як товари подвійного використання
У списку товарів подвійного використання, що можуть бути використані для створення ядерної зброї, застосовано три терміни щодо ядерних матеріалів:
- «Вихідний матеріал» (англ. Source material) — уран із вмістом ізотопів у тому співвідношенні, за якого вони є в природному урані; уран, збіднений ізотопом 235 та торій у формі металу, сплаву або хімічної сполуки; руди та концентрати уранові або торієві";
- «Спеціальний матеріал, що розщеплюється» (англ. Special fissionable material) — плутоній-239, уран-233, «уран, збагачений ізотопами 235 або 233», будь який матеріал із вмістом одного або декількох із зазначених речовин, і не стосується «вихідного матеріалу»;
- «Уран, збагачений ізотопами 235 або 233» (англ. Uranium enriched in the isotopes 235 or 233) — уран, що містить ізотоп 235 або 233 чи обидва разом у такій кількості, щоби відношення (англ. abudance ratio) суми цих ізотопів до ізотопу 238 було більшим, ніж відношення ізотопу 235 до ізотопу 238 у природному урані".[5]

## Ядерні та радіоактивні матеріали як товари зовнішньоекономічної діяльності
Згідно з Українською класифікацією товарів зовнішньоекономічної діяльності (УКТЗЕД), складеною на основі Гармонізованої системи опису та кодування товарів, до товарів цієї групи матеріалів відносяться товари за групою 28 — «Продукти неорганічної хімії: неорганічні або органічні сполуки дорогоцінних металів, рідкісноземельних металів, радіоактивних елементів або ізотопів», а саме:
- 2844 «Хімічні радіоактивні елементи та радіоактивні ізотопи (в тому числі подільні або відновлювані хімічні елементи та ізотопи) та їх сполуки; суміші та залишки, які містять ці продукти»;
- 2845 «Ізотопи, крім залучених до товарної позиції 2844; їх органічні або неорганічні сполуки, з визначеним або невизначеним хімічним складом».[6]